# Grand Prix-wegrace van Duitsland 2021
De Grand Prix-wegrace van Duitsland 2021 was de achtste race van het wereldkampioenschap wegrace-seizoen 2021. De race werd verreden op 20 juni 2021 op de Sachsenring nabij Hohenstein-Ernstthal, Duitsland.

## Uitslag

### MotoGP
| Pos | Nr | Rijder            | Constructeur | Rondes | Tijd      | Grid | Punten |
| --- | -- | ----------------- | ------------ | ------ | --------- | ---- | ------ |
| 1   | 93 | Marc Márquez      | Honda        | 30     | 41:07.243 | 5    | 25     |
| 2   | 88 | Miguel Oliveira   | KTM          | 30     | +1.610    | 6    | 20     |
| 3   | 20 | Fabio Quartararo  | Yamaha       | 30     | +6.772    | 2    | 16     |
| 4   | 33 | Brad Binder       | KTM          | 30     | +7.922    | 13   | 13     |
| 5   | 63 | Francesco Bagnaia | Ducati       | 30     | +8.591    | 10   | 11     |
| 6   | 43 | Jack Miller       | Ducati       | 30     | +9.086    | 4    | 10     |
| 7   | 41 | Aleix Espargaró   | Aprilia      | 30     | +9.371    | 3    | 9      |
| 8   | 5  | Johann Zarco      | Ducati       | 30     | +11.439   | 1    | 8      |
| 9   | 36 | Joan Mir          | Suzuki       | 30     | +11.625   | 16   | 7      |
| 10  | 44 | Pol Espargaró     | Honda        | 30     | +14.769   | 8    | 6      |
| 11  | 42 | Álex Rins         | Suzuki       | 30     | +16.803   | 11   | 5      |
| 12  | 89 | Jorge Martín      | Ducati       | 30     | +16.915   | 7    | 4      |
| 13  | 30 | Takaaki Nakagami  | Honda        | 30     | +19.217   | 9    | 3      |
| 14  | 46 | Valentino Rossi   | Yamaha       | 30     | +22.300   | 15   | 2      |
| 15  | 10 | Luca Marini       | Ducati       | 30     | +23.615   | 14   | 1      |
| 16  | 23 | Enea Bastianini   | Ducati       | 30     | +23.738   | 18   |        |
| 17  | 27 | Iker Lecuona      | KTM          | 30     | +23.946   | 20   |        |
| 18  | 21 | Franco Morbidelli | Yamaha       | 30     | +24.414   | 17   |        |
| 19  | 12 | Maverick Viñales  | Yamaha       | 30     | +24.715   | 21   |        |
| DNF | 32 | Lorenzo Savadori  | Aprilia      | 5      | Ongeluk   | 22   |        |
| DNF | 9  | Danilo Petrucci   | KTM          | 4      | Ongeluk   | 19   |        |
| DNF | 73 | Álex Márquez      | Honda        | 4      | Ongeluk   | 12   |        |

### Moto2
| Pos | Nr | Rijder                | Constructeur | Rondes | Tijd      | Grid | Punten |
| --- | -- | --------------------- | ------------ | ------ | --------- | ---- | ------ |
| 1   | 87 | Remy Gardner          | Kalex        | 28     | 39:39.191 | 3    | 25     |
| 2   | 44 | Arón Canet            | Boscoscuro   | 28     | +6.158    | 10   | 20     |
| 3   | 72 | Marco Bezzecchi       | Kalex        | 28     | +7.030    | 4    | 16     |
| 4   | 21 | Fabio Di Giannantonio | Kalex        | 28     | +8.145    | 2    | 13     |
| 5   | 22 | Sam Lowes             | Kalex        | 28     | +9.888    | 7    | 11     |
| 6   | 23 | Marcel Schrötter      | Kalex        | 28     | +10.000   | 17   | 10     |
| 7   | 9  | Jorge Navarro         | Boscoscuro   | 28     | +16.039   | 6    | 9      |
| 8   | 75 | Albert Arenas         | Boscoscuro   | 28     | +19.394   | 18   | 8      |
| 9   | 42 | Marcos Ramírez        | Kalex        | 28     | +21.718   | 16   | 7      |
| 10  | 6  | Cameron Beaubier      | Kalex        | 28     | +26.393   | 25   | 6      |
| 11  | 11 | Nicolò Bulega         | Kalex        | 28     | +26.732   | 11   | 5      |
| 12  | 2  | Alonso López          | Kalex        | 28     | +26.835   | 22   | 4      |
| 13  | 64 | Bo Bendsneyder        | Kalex        | 28     | +28.034   | 9    | 3      |
| 14  | 70 | Barry Baltus          | NTS          | 28     | +28.984   | 30   | 2      |
| 15  | 13 | Celestino Vietti      | Kalex        | 28     | +31.414   | 21   | 1      |
| 16  | 14 | Tony Arbolino         | Kalex        | 28     | +33.176   | 20   |        |
| 17  | 55 | Hafizh Syahrin        | NTS          | 28     | +33.425   | 26   |        |
| 18  | 35 | Somkiat Chantra       | Kalex        | 28     | +39.638   | 13   |        |
| 19  | 12 | Thomas Lüthi          | Kalex        | 28     | +39.682   | 28   |        |
| 20  | 62 | Stefano Manzi         | Kalex        | 28     | +44.613   | 27   |        |
| 21  | 96 | Jake Dixon            | Kalex        | 28     | +47.416   | 15   |        |
| DNF | 79 | Ai Ogura              | Kalex        | 27     | Ongeluk   | 8    |        |
| DNF | 97 | Xavi Vierge           | Kalex        | 27     | Ongeluk   | 5    |        |
| DNF | 16 | Joe Roberts           | Kalex        | 27     | Ongeluk   | 12   |        |
| DNF | 19 | Lorenzo Dalla Porta   | Kalex        | 14     | Ketting   | 19   |        |
| DNF | 37 | Augusto Fernández     | Kalex        | 6      | Ongeluk   | 14   |        |
| DNF | 7  | Lorenzo Baldassarri   | MV Agusta    | 6      | Ongeluk   | 24   |        |
| DNF | 25 | Raúl Fernández        | Kalex        | 4      | Ongeluk   | 1    |        |
| DNF | 54 | Fermín Aldeguer       | Boscoscuro   | 3      | Ongeluk   | 23   |        |
| DNF | 24 | Simone Corsi          | MV Agusta    | 0      | Ongeluk   | 29   |        |

### Moto3
Jeremy Alcoba werd een positie teruggezet omdat hij iemand inhaalde terwijl hij de baanlimieten overschreed. Sergio García en Tatsuki Suzuki werden een positie teruggezet omdat zij in de laatste ronde de baanlimieten overschreden en hierbij voordeel behaalden.
| Pos | Nr | Rijder             | Constructeur | Rondes | Tijd           | Grid | Punten |
| --- | -- | ------------------ | ------------ | ------ | -------------- | ---- | ------ |
| 1   | 37 | Pedro Acosta       | KTM          | 27     | 39:38.791      | 13   | 25     |
| 2   | 27 | Kaito Toba         | KTM          | 27     | +0.130         | 5    | 20     |
| 3   | 7  | Dennis Foggia      | Honda        | 27     | +0.259         | 2    | 16     |
| 4   | 52 | Jeremy Alcoba      | Honda        | 27     | +0.206         | 20   | 13     |
| 5   | 16 | Andrea Migno       | Honda        | 27     | +0.459         | 10   | 11     |
| 6   | 23 | Niccolò Antonelli  | KTM          | 27     | +0.728         | 7    | 10     |
| 7   | 11 | Sergio García      | GasGas       | 27     | +0.537         | 14   | 9      |
| 8   | 24 | Tatsuki Suzuki     | Honda        | 27     | +0.647         | 3    | 8      |
| 9   | 43 | Xavier Artigas     | Honda        | 27     | +0.864         | 15   | 7      |
| 10  | 28 | Izan Guevara       | GasGas       | 27     | +6.557         | 12   | 6      |
| 11  | 17 | John McPhee        | Honda        | 27     | +7.512         | 4    | 5      |
| 12  | 22 | Elia Bartolini     | KTM          | 27     | +7.576         | 25   | 4      |
| 13  | 55 | Romano Fenati      | Husqvarna    | 27     | +20.902        | 8    | 3      |
| 14  | 40 | Darryn Binder      | Honda        | 27     | +37.855        | 18   | 2      |
| 15  | 19 | Andi Farid Izdihar | Honda        | 27     | +38.297        | 26   | 1      |
| 16  | 53 | Deniz Öncü         | KTM          | 27     | +54.714        | 11   |        |
| 17  | 66 | Joel Kelso         | KTM          | 27     | +58.423        | 24   |        |
| 18  | 6  | Ryusei Yamanaka    | KTM          | 27     | +1:27.070      | 21   |        |
| DNF | 82 | Stefano Nepa       | KTM          | 15     | Schade ongeluk | 9    |        |
| DNF | 5  | Jaume Masiá        | KTM          | 14     | Ongeluk        | 17   |        |
| DNF | 54 | Riccardo Rossi     | KTM          | 14     | Ongeluk        | 22   |        |
| DNF | 20 | Lorenzo Fellon     | Honda        | 12     | Ongeluk        | 6    |        |
| DNF | 12 | Filip Salač        | Honda        | 12     | Mechanisch     | 1    |        |
| DNF | 2  | Gabriel Rodrigo    | Honda        | 10     | Ongeluk        | 19   |        |
| DNF | 31 | Adrián Fernández   | Husqvarna    | 7      | Schade ongeluk | 23   |        |
| DNF | 92 | Yuki Kunii         | Honda        | 3      | Ongeluk        | 16   |        |

## Tussenstanden na wedstrijd

### MotoGP
| Pos | Nr | Rijder            | Team   | Punten |
| --- | -- | ----------------- | ------ | ------ |
| 1   | 20 | Fabio Quartararo  | Yamaha | 131    |
| 2   | 5  | Johann Zarco      | Ducati | 109    |
| 3   | 43 | Jack Miller       | Ducati | 100    |
| 4   | 63 | Francesco Bagnaia | Ducati | 99     |
| 5   | 36 | Joan Mir          | Suzuki | 85     |

### Moto2
| Pos | Nr | Rijder                | Team  | Punten |
| --- | -- | --------------------- | ----- | ------ |
| 1   | 87 | Remy Gardner          | Kalex | 164    |
| 2   | 25 | Raúl Fernández        | Kalex | 128    |
| 3   | 72 | Marco Bezzecchi       | Kalex | 117    |
| 4   | 22 | Sam Lowes             | Kalex | 86     |
| 5   | 21 | Fabio Di Giannantonio | Kalex | 73     |

### Moto3
| Pos | Nr | Rijder            | Team      | Punten |
| --- | -- | ----------------- | --------- | ------ |
| 1   | 37 | Pedro Acosta      | KTM       | 145    |
| 2   | 11 | Sergio García     | GasGas    | 90     |
| 3   | 5  | Jaume Masiá       | KTM       | 72     |
| 4   | 23 | Niccolò Antonelli | KTM       | 65     |
| 4   | 55 | Romano Fenati     | Husqvarna | 64     |

1925 · 1926 · 1927 · 1928 · 1929 · 1930 · 1931 · 1933 · 1934 · 1935 · 1936 · 1937 · 1938 · 1939 · 1949 · 1950 · 1951 · 1952 · 1953 · 1954 · 1955 · 1956 · 1957 · 1958 · 1959 · 1960 · 1961 · 1962 · 1963 · 1964 · 1965 · 1966 · 1967 · 1968 · 1969 · 1970 · 1971 · 1972 · 1973 · 1974 · 1975 · 1976 · 1977 · 1978 · 1979 · 1980 · 1981 · 1982 · 1983 · 1984 · 1985 · 1986 · 1987 · 1988 · 1989 · 1990 · 1991 · 1992 · 1993 · 1994 · 1995 · 1996 · 1997 · 1998 · 1999 · 2000 · 2001 · 2002 · 2003 · 2004 · 2005 · 2006 · 2007 · 2008 · 2009 · 2010 · 2011 · 2012 · 2013 · 2014 · 2015 · 2016 · 2017 · 2018 · 2019 · 2021 · 2022 · 2023 · 2024 · 2025